# Li Ao
Li Ao (kinesiska: 李翱; pinyin: Lǐ Áo), född 772 i Tianshui i Gansu i Kina, död 841 i Xiangyang i Hubei) var en kinesisk filosof, författare och ämbetsman.
Li Aos omfattande författarskap är bevarat för eftervärlden i Liwengong Wenji (李文公文集).